# Henri Coiffier de Ruzé d'Effiat, markis av Cinq-Mars
Henri Coiffier de Ruzé d'Effiat, markis av Cinq-Mars, född 1620, död 12 september 1642, var en fransk hovman.

## Biografi
Som andre son till markis Antoine Coëffier de Ruzé d'Effiat, marskalk av Frankrike, kom Cinq-Mars redan som barn till hovet, där kardinal Richelieu ville använda honom som spion. Genom sitt fördelaktiga yttre tilldrog han sig mycken uppmärksamhet och vann hastigt stort inflytande hos Ludvig XIII, som gjorde honom till kapten vid sitt livregemente och redan vid 19 års ålder till överstallmästare. 
"Le grand", som Cinq-Mars efter denna sin värdighet kort och gott kallades, blev snart övermodig och ville inte gå Richelieus ärenden, utan försökte till och med tränga ut denne ur kungens gunst. Hans hat till kardinalen växte, när denne satte sig emot hans äregiriga anspråk: att gifta sig med prinsessan Marie Louise av Mantova, bli hertig och pär, få överbefälet för en här samt säte och röst i statsrådet. Vid hovet bekämpade Cinq-Mars och kardinal Richelieus partier varandra, och Cinq-Mars försökte oupphörligt hetsa kungen mot kardinalen samt planlade slutligen dennes mördande. Han fick en mängd officerare på sin sida, förband sig med hertigarna av Orléans och Bouillon, med parlamentsrådet de Thou med flera och slöt 13 mars 1642 förrädiskt ett fördrag med Spanien, som lovade de sammansvurna 17 000 man hjälptrupper och stora penningsummor mot löfte om uppoffring av franskt område och om en spansksinnad politik. 
Men kungen blev snart trött på sin högmodige gunstling, och Richelieu, som kommit sammansvärjningen på spåren, lyckades skaffa sig en avskrift av fördraget med Spanien samt lät genom statssekreteraren Chavigny förelägga den för kungen. Denne gav då 14 juli 1642 befallning om häktning av Cinq-Mars, François Auguste de Thou och hertigen av Bouillon. Hertigen av Orleans yppade av räddhågsenhet hela sammansvärjningsplanen för kardinalen, och även hertigen av Bouillon erkände. Detta tvang Cinq-Mars till bekännelse, och kungen uppoffrade då sin gunstling samt försonade sig i Tarascon fullständigt med Richelieu. Jämte de Thou blev Cinq-Mars ställd inför rätta, och av en kommission dömdes de båda till döden samt avrättades i Lyon 12 september 1642. Cinq-Mars historia ligger till grund för Alfred de Vignys roman Cinq-Mars ou une conjuration sous Louis XIII (1826).